# Live Session (álbum de Anderson Freire)
Live Session é o segundo álbum ao vivo do cantor brasileiro Anderson Freire, lançado pela gravadora MK Music em março de 2017.
O álbum traz canções gravadas num live session do cantor produzido para divulgar as músicas do álbum Deus não Te Rejeita, de 2016 sendo todas as músicas originais deste disco. A música "Sonhador" conta com participação de Gisele Nascimento. As oito canções, ainda, foram escritas exclusivamente por Anderson Freire.[carece de fontes?]

## Faixas
1. "Deus não Te Rejeita"              Composição:Anderson Freire
2. "Sonhador"                               Composição:Anderson Freire
3. "Crescimento"                          Composição: Anderson Freire
4. "Relacionamento com Deus"   Composição: Anderson Freire
5. "Fiel"                                         Composição: Anderson Freire
6. "Vida Simples"                          Composição: Anderson Freire
7. "Força Jovem"                           Composição: Anderson Freire
8. "Enche o Templo"                      Composição: Anderson Freire